# Space Man
«Space Man» (с англ. — «Космический человек») — песня британского певца Сэма Райдера.
Трек представлял Соединенное Королевство на конкурсе песни «Евровидение-2022» в Турине (Италия), после того, как был выбран TaP Music и британской телекомпанией BBC, для участия в конкурсе «Евровидение». Райдер написал её в соавторстве с обладательницами Грэмми певицей и автором песен Эми Уэдж и Максом Вольфгангом в Лондоне во время пандемии COVID-19, за год до того, как он был выбран в качестве британской заявки на Евровидение.
«Space Man» был положительно встречен критиками, похвалой были отмечены вокал Райдера, позитивный настрой и желание изменить отношение британской публики и прессы к Евровидению.

## Евровидение
10 марта 2022 года Сэм Райдер был объявлен участником с песней «Space Man». Запись была показана Скоттом Миллсом в программе BBC Radio 1 «Завтрак с Грегом Джеймсом», а Space Man ранее фигурировал как «Мелодия недели» в дневном шоу Миллса на Radio 1.
Конкурс «Евровидение-2022» проходил в Турине, Италия. Поскольку Великобритания является членом «Большой пятерки», то они автоматически прошли в финал.
Несмотря на победу в голосовании жюри, Великобритания в конечном итоге заняло второе место после Украины, но, тем не менее, Райдер добился лучшего результата страны на конкурсе с 1998 года.
После конкурса песня заняла второе место в британском чарте синглов UK Singles Chart, став самой популярной записью британского участника Евровидения после песни Gina G «Ooh Aah... Just a Little Bit», занимавшей первое место в чарте в 1996 году.

## Хит-парады
| Чарт (2022)                       | Высшая позиция |
| --------------------------------- | -------------- |
| Австралия (ARIA)                  | 30             |
| Бельгия/Фландрия (Ultratop 50)    | 22             |
| Германия (Official German Charts) | 12             |
| Мир(Global 200, Billboard)        | 93             |
| Греция (IFPI)                     | 51             |
| Исландия (Plötutíðindi)           | 5              |
| Ирландия (IRMA)                   | 22             |
| Литва (AGATA)                     | 13             |
| Нидерланды (Dutch Top 40)         | 27             |
| Нидерланды (Single Top 100)       | 71             |
| Словакия (Rádio — Top 100)        | 72             |
| Швеция (Sverigetopplistan)        | 15             |
| Швейцария (Schweizer Hitparade)   | 45             |
| Турция (Radiomonitor Top 100)     | 50             |
| Великобритания (OCC UK Singles)   | 2              |

## Сертификации
| Регион                                                                      | Сертификация | Продажи |
| --------------------------------------------------------------------------- | ------------ | ------- |
| Великобритания (BPI)                                                        | Серебряный   | 200 000 |
| Данные о продажах + прослушиваниях приведены только на основе сертификации. |              |         |

## Награды и номинации
| Год  | Церемония               | Категория     | Работа    | Результат | Ссылка |
| ---- | ----------------------- | ------------- | --------- | --------- | ------ |
| 2022 | Marcel Bezençon Awards  | Press Award   | Himself   | Победа    | [ 32 ] |
| 2022 | The Official Big Top 40 | UK Number One | Space Man | Победа    | [ 33 ] |
| 2022 | ESC Radio Awards        | Best Song     | Space Man | Победа    | [ 34 ] |